# Niels Munk Plum (biskop)
 Der er flere personer med dette navn, se Niels Munk Plum.
Niels Munk Plum (født 19. februar 1880, død 10. juli 1957) var en dansk teolog.
Plum blev professor i dogmatik og nytestamentlig eksegese ved Københavns Universitet 1924. Han var biskop over Lolland-Falsters Stift 1942–1950. Plum udgav blandt andet Dogmatik (1929) og Symbolik (1931).